# Sjung inför Herren
Sjung inför Herren / Sjung inför Herren av hela ditt hjärta... är en sångsamling utgiven av Frälsningsarmén. Hittills har tre sångböcker getts ut som innehåller lovsånger m.m. arrangerade för att kunna användas som församlingssång, körsång, solosång m.m.
Titeln är hämtad från sången Sjung inför Herren av hela ditt hjärta som i sin tur är en text hämtad från Bibeln, Efesierbrevet 5:19-20.
- Sjung inför Herren av hela ditt hjärta..., del 1, utgavs 1993 och innehåller 76 sånger.
- Sjung inför Herren av hela ditt hjärta..., del 2, utgavs 1995 och innehåller 50 sånger.
- Sjung inför Herren, del 3, utgavs 2003 och innehåller 80 sånger.